# Върбина
Върбина е село в Южна България. То се намира в община Мадан, област Смолян.

## География
Върбина е типично планинско село, разположено върху не много стръмен склон, насочен към югоизток. Намира се в Източните Родопи. На югоизток от селото тече и река Арда, която тече по посока Кърджали.
То е съставно селище на община Мадан, отстоящо на 18 км северозападно от общинския център. Намира се на 836 м надморска височина, като това е на самия център на селото.
Насажденията са съставени предимно от бял и черен бор, смърч и единично бук на възраст от 80 до 100 г. с голяма пълнота и гъстота.

## История
Според местни краеведи най-вероятно селото е заселено от трима братя от юрушки произход с имената – Караман, дал името на голямата махала – Караманци; Исак дал името на голямата фамилия Исакбашови и едноименна махала, а третият брат Чобан, дал името на махала Чобан /Пастирци/. Разпространена е и легендата за местен чорбаджия на име Вълчо кехая.
Старите хора правят аналогия с една от местностите на селото —- Вълчевица, но дали Вълчо кехая е бил местен или придошъл не се знае. Старото име на селото, фигуриращо в османските регистри е „Сьойчук“, което се превежда от турски като „малка върба“ или място, където има много върби, водно място, а от там е произлезло и сегашното му име Върбина. Възрастни хора от селото разказват, че тази върба, която по-късно била отсечена се е намирала до джамията на селото. Тази върба според Мехмед Карабашев, известен върбински краевед, е била мълчалив свидетел на драматични събития от историята на селото. Археологически разкопки не са правени, предполага се, че първоначално селото се е намирало малко по-надолу от сегашното си местоположение, в близост до река Арда с вероятната цел да се пести от необходимата за стадата паша, но вероятно наводнение е принудило хората да се разселят по-нагоре в планината, с цел да се отдалечат от реката. Местният автентичен фолклор е съхранил имена на много известни върбинци като Мехмед, Хасан, Салих и други. Сред всички тях се откроявал Махмуда, които имал славата на суров, но справедлив управник, закрилник на върбинци и селяните от района от нападения на комити и самозабравили се чорбаджии.

## Религия
Жителите на селото са мюсюлмани. В османски поименен регистър от 1841 година се посочва, че от Върбина (Союнджик, Сойчук) са постъпили в армията 22 войници, което според Стоян Райчевски е доказателство, че в селото са живели мюсюлмани.
В селото има три джамии.

## Обществени институции
- Народно читалище „Бр. Шукеров“, което както повечето неправителствени организации се нуждае от сериозно финансиране с цел опазване на богатата библиотека, собственост на читалището и съхраняване на родопските традиции и великолепните фоклорни елементи.
- СУ „Кирил и Методий“
- Музейна сбирка към СУ „Кирил и Методий“

## Стопанство
Стопанството на село Върбина е типично за селище от планински тип. Отглеждат се тютюн, картофи, крави, овце и кози, но поради тежките икономически условия броят им непрекъснато намалява. Туризмът постепенно се развива, добро начало е хотелската част „Върбински мост“. В селото има текстилен цех. В селото фукционира и мандра, предалагаща млечни продукти с марката на селото – „Върбина“. Голяма част от населението, предимно младите, се препитават именно от туризъм и строителство. Има и доста хора, които работят в чужбина и в големите градове на страната.

## Културни и природни забележителности
Село Върбина е планинско село със съхранени традиции и занаяти. Местните родопчани са съхранили древни легенди, песни и традиции. Традиционните за Родопите производства – ръчно тъкане на халища, козяци и торби на хоризонтален и вертикален стан, наследен от траки и славяни, ръчната изработка на бродирани терлици и чорапи с великолепни шарки и богати орнаменти все още се практикуват от местното население.
Селото има певческата група за автентичен фолклор към НЧ „Бр. Шукеров“, която го представя достойно на множество местни и национални събори.

## Редовни събития
През годините се честват различни празници. Най-значимите от тях са Курбан Байрям, Рамазан Байрям и 24-май – Ден на славянската писменост и култура и патронен празник на училището в селото – СУ „Св. св. Кирил и Методий“, който се празнува в двора на училището.